# 取り持ち女 (フェルメールの絵画)
『取り持ち女』（とりもちおんな、蘭: De koppelaarster、独: Bei der Kupplerin）は、オランダ黄金時代の画家ヨハネス・フェルメールが1656年に描いた絵画。キャンバスに油彩で描かれた作品で、ドレスデンのアルテ・マイスター絵画館が所蔵している。
『取り持ち女』は風俗画に分類される絵画で、売春宿の情景が描かれた作品である。描かれている女性二人のうち、左側が取り持ち女と呼ばれる娼婦と客との仲介をする女性で、男性二人のうち左側の人物はフェルメールの自画像だと考える研究者もいる。『天文学者』、『地理学者』とともに、フェルメール自身の署名と制作年が記されているわずか3点の絵画の一つである。フェルメールが描いた最初期の風俗画で、その作風には1622年ごろにディルク・ファン・バビューレンが描いた『取り持ち女』のような、同じ主題を描いた作品からの影響が見られる。
研究者や美術史家のなかには、『取り持ち女』がフェルメールの絵画としては異例な作品だと評価する者もいる。ピーテル・スウィレンスは1950年の著書で、『取り持ち女』が間違いなくフェルメールの真作だとするならば、自身の作風を確立すべく「探究と模索」を試みている作品だとしている。また、エドゥアルド・トラウトショルトは1940年に「24歳当時のフェルメールの気性が、十分に表れている作品」であるとしている。
『取り持ち女』はドゥフツォフのワルドシュタイン・コレクションに所蔵されていたが、1741年にザクセン選帝侯アウグスト3世が購入し、自身のドレスデンの美術品コレクションに収蔵した。

## 「取り持ち女」の左端の人物像がフェルメールの自画像である説
essential vermeer 2.0 の The Procuress: Evidence for a Vermeer Self-Portrait によると、以下の根拠から「取り持ち女」の左端にいる人物像がフェルメールであることを主張している。

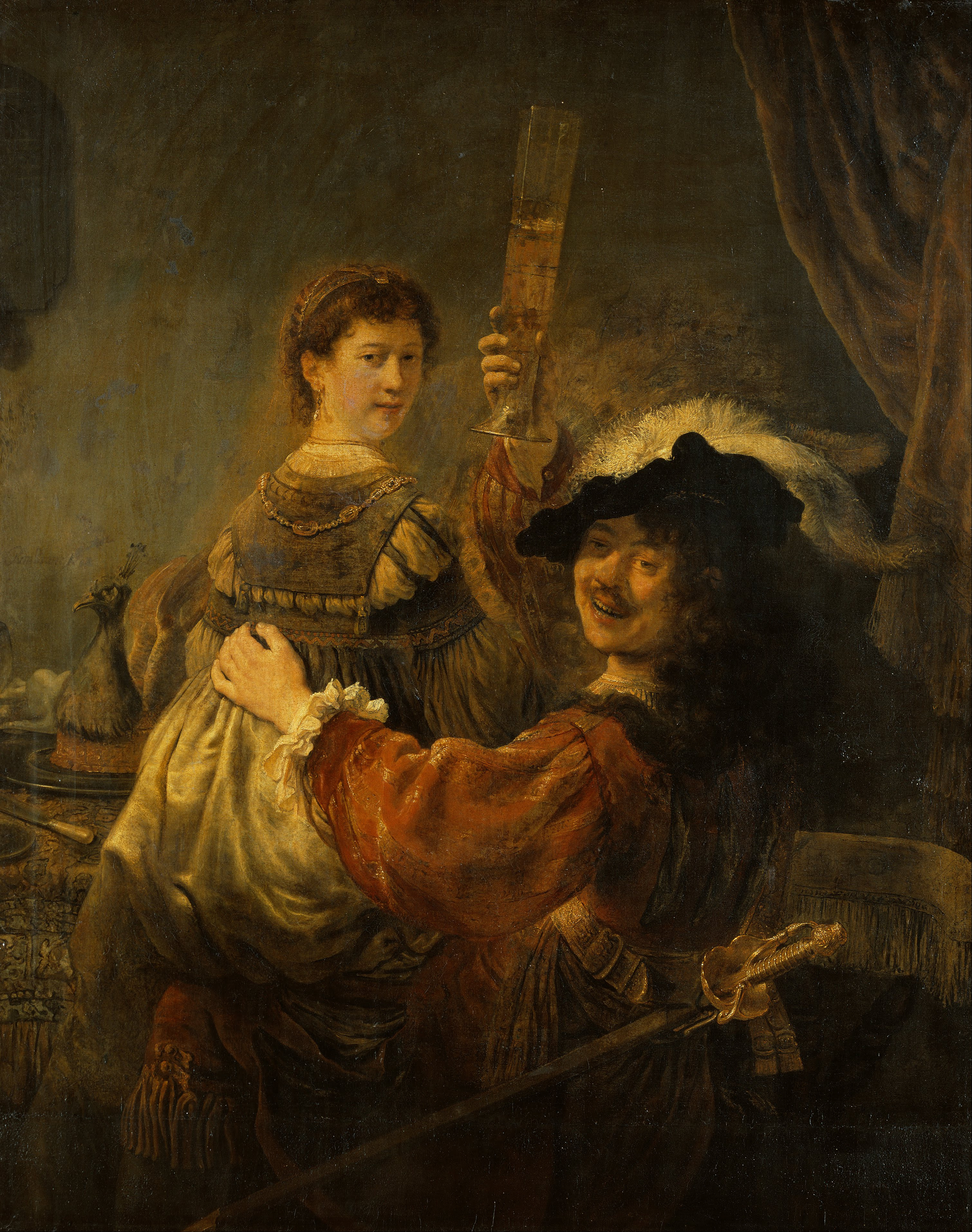
「酒場のレンブラントとサスキア（放蕩息子）」(1636年)。右手でグラスを掲げている男性がレンブラントの自画像。

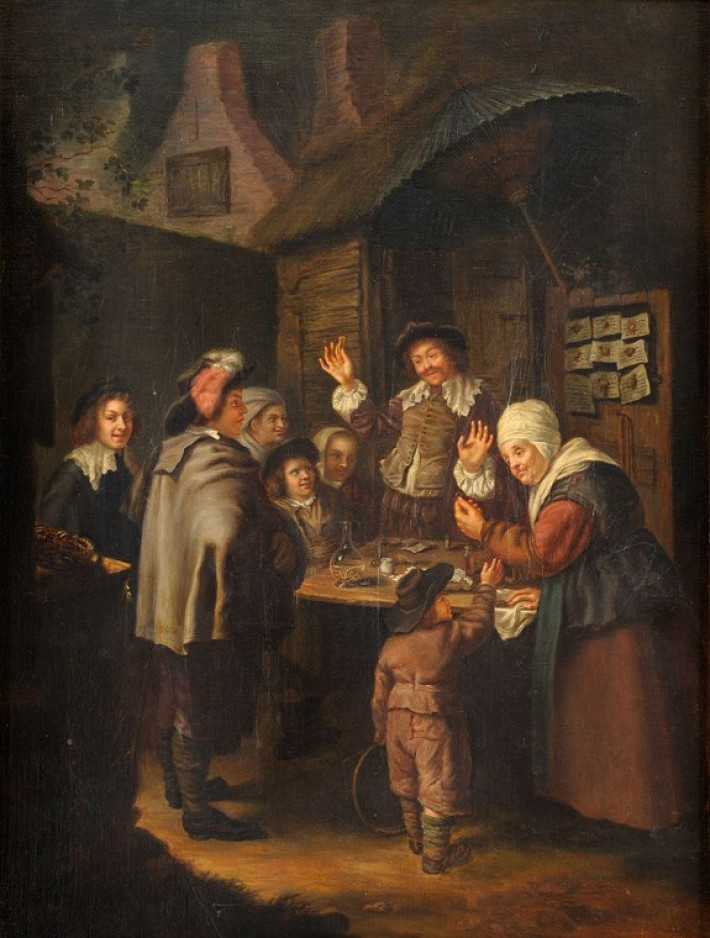
「Charlatan（ペテン師）」(1650年代初頭)。左端にいる人物がフランス・ファン・ミーリスの自画像。

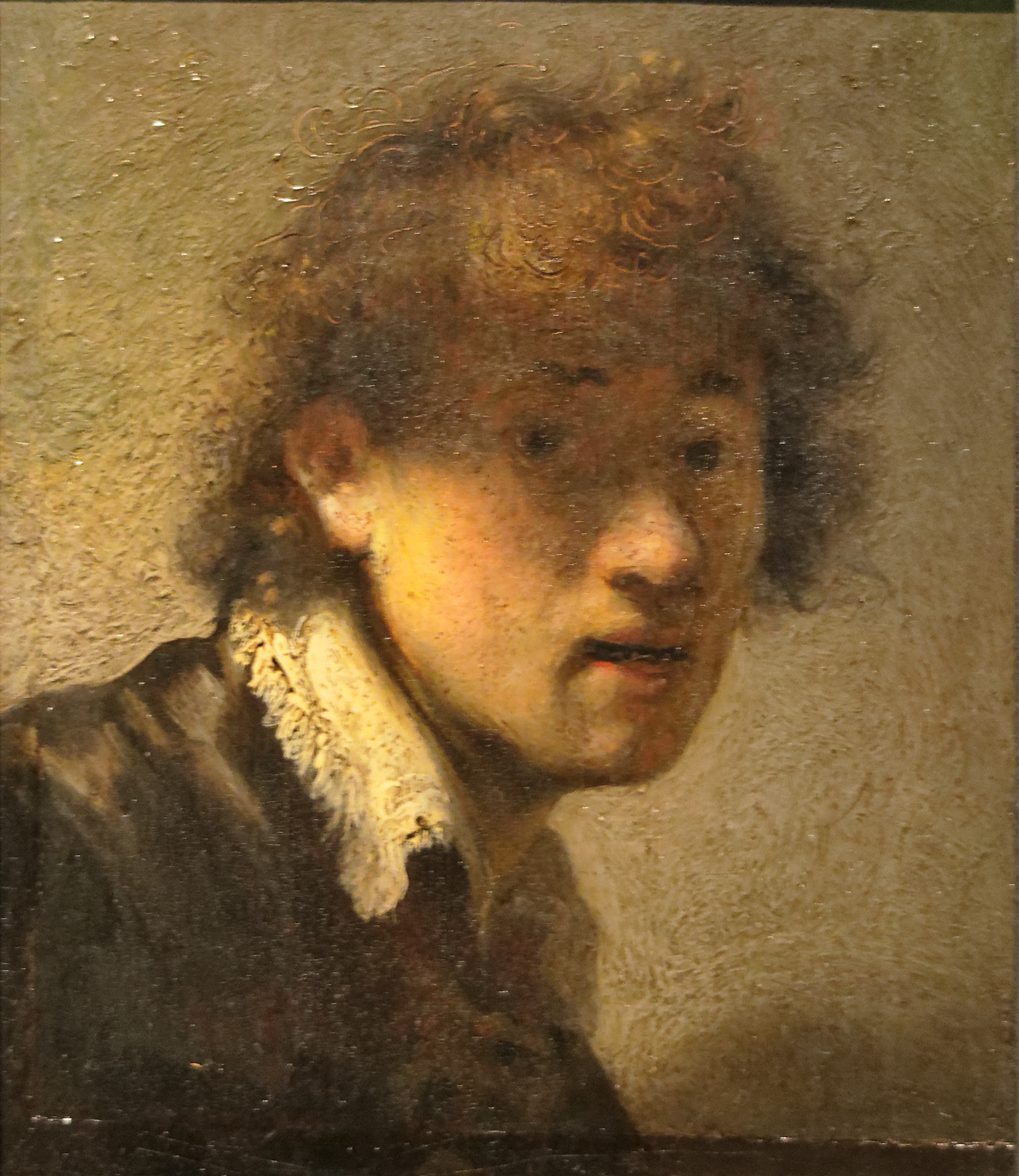
レンブラントが1629年に書いた自画像（23歳）。「取り持ち女」の左端の人物像と類似点が見られる。

- 当時のオランダの絵画には、鑑賞者をみつめる画家の自画像を描く慣習があった。その慣習は以下のような特徴を持つことが多かった（全ての特徴を含む必要はない）。
  - 笑顔で鑑賞者を見つめている。
  - ベレー帽あるいはそれ以外の異国風の帽子と変わった衣装で着飾っている。
  - 乾杯しているようにグラスを掲げる。
  - 群衆の端にいる。
  - リュートを抱えていたり、人物の近くにリュートを描く。

以上の慣習と特徴は、レンブラントやフランス・ファン・ミーリスなどの絵画で確認できる（The Procuress: Evidence for a Vermeer Self-Portrait の右側の絵も参照）。
「取り持ち女」の左端の人物像は上の5つの特徴を全て満たしている。
さらに以下の点もこの説を補強している。
- 「取り持ち女」の左端にいる人物像は鏡に映したフェルメールを描いた可能性がある。
  - 顔の作りが良く描けている（まるで鏡で見たように）。
  - 左端の人物像だけ光の描写が異なる。
  - 何故か左手でグラスを持っている（描かれている人物が左利きだった可能性もあるが）。
  - 右手の配置が恣意的
- レンブラントの1629年の自画像と類似性がある。光によって顔の一部が照らされているが、それ以外の範囲は拡散した影で覆われている。
- 左端の人物像の背後にある壁が明るく着色されているのが不自然（自画像として描いたので、絵の他の部分とうまく合っていない）

以上のことから「取り持ち女」の左端にいる人物像がフェルメールの自画像である可能性は高い。しかし、確証はない。